# Funny Little World
Funny Little World – drugi singel Alexandra Rybaka z płyty Fairytales, wydany 13 maja 2009.

## Pozycje
Funny Little World otrzymało pozytywne recenzje od norweskich krytyków. Piosenka zajęła drugie miejsce na norweskiej liście przebojów już w pierwszym tygodniu; pokonała ją jedynie inna piosenka Rybaka, Fairytale.
| Lista                   | Miejsce |
| ----------------------- | ------- |
| Norwegian Singles Chart | 1       |
| Swedish Singles Chart   | 4       |

## Historia Wydań
| Region    | Data         | Format                  |
| --------- | ------------ | ----------------------- |
| Norwegia  | 13 maja 2009 | Radio, digital download |
| Dania     | 25 maja 2009 | Digital download        |
| Finlandia | 25 maja 2009 | Digital download        |